# Pseuderanthemum

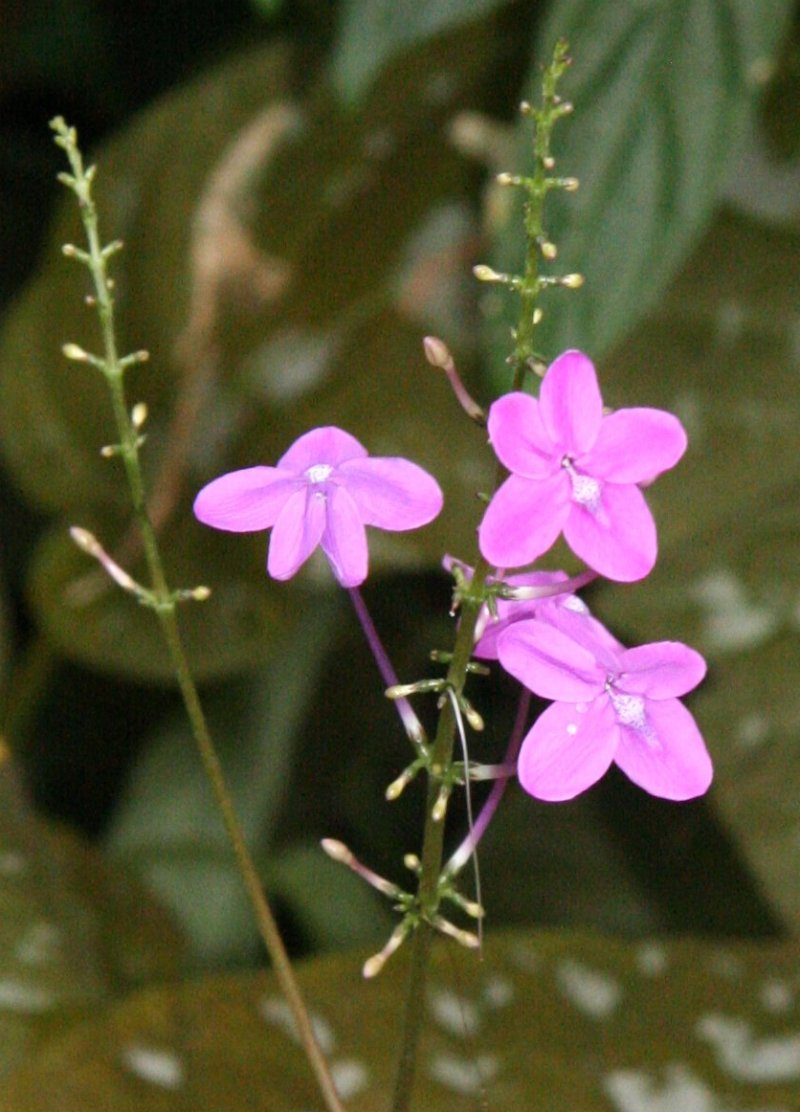
Pseuderanthemum alatum

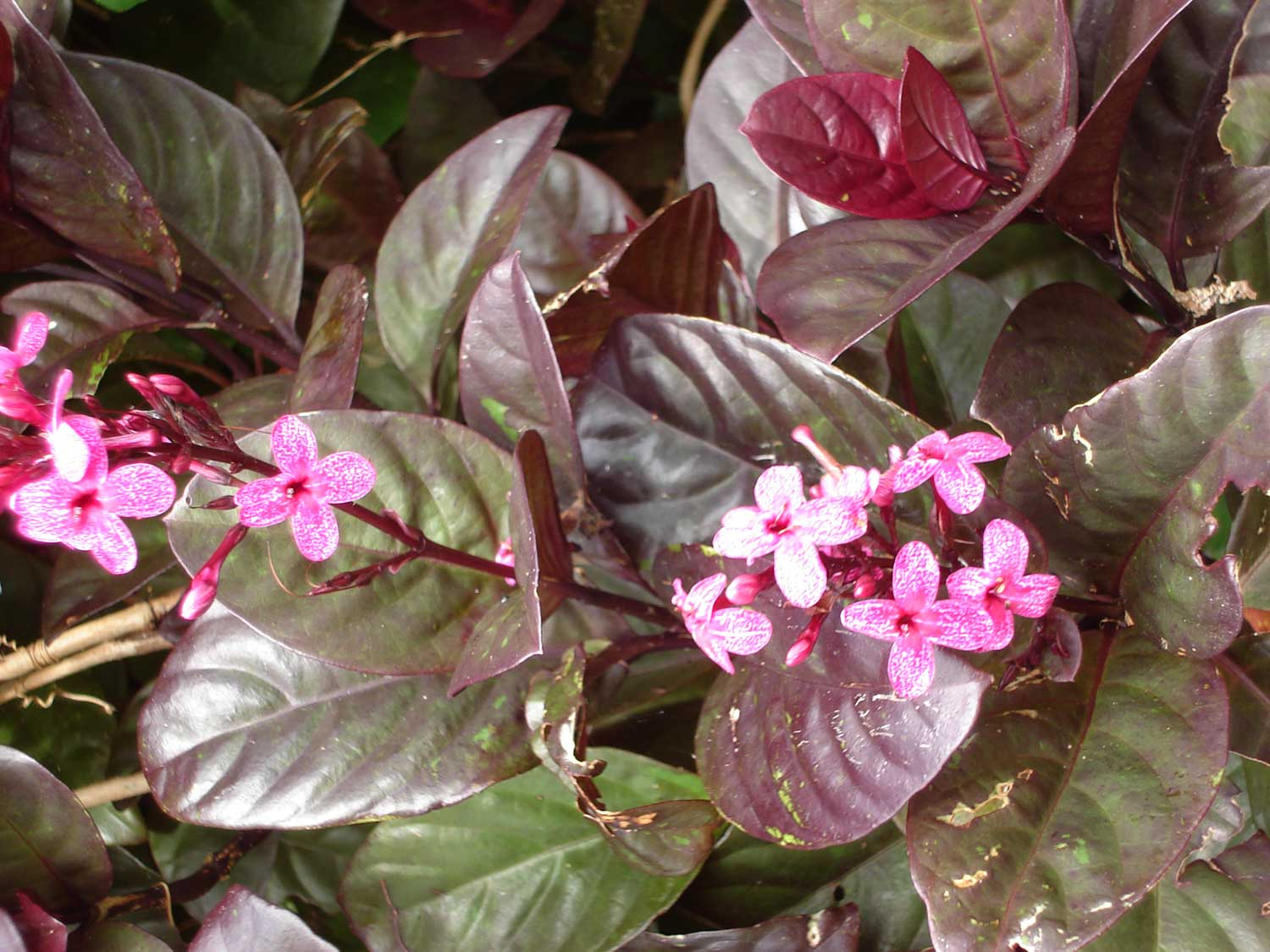
Pseuderanthemum maculatum, odmiana purpurowa

Pseuderanthemum – rodzaj roślin z rodziny akantowatych (Acanthaceae). Należy do niego 129 gatunków występujących w strefie międzyzwrotnikowej całej Ziemi. Gatunkiem typowym jest Psuderanthemum bicolor (Schrank) Lindau.

## Morfologia

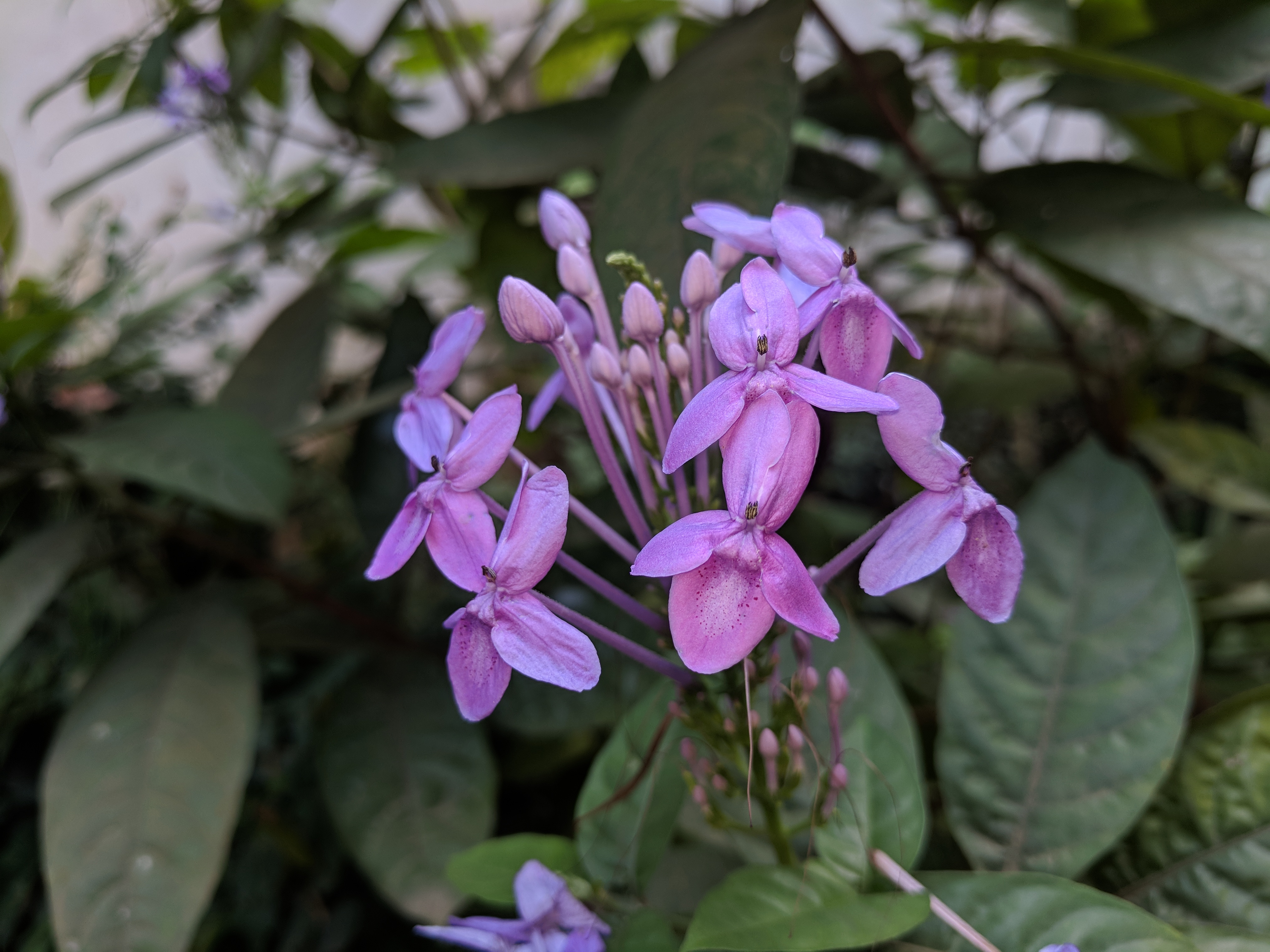
Pseuderanthemum graciflorum

Małe, wiecznie zielone byliny, krzewinki i krzewy. Kwiaty białe, pokryte różowymi, karminowymi lub czerwonymi plamkami.

## Systematyka

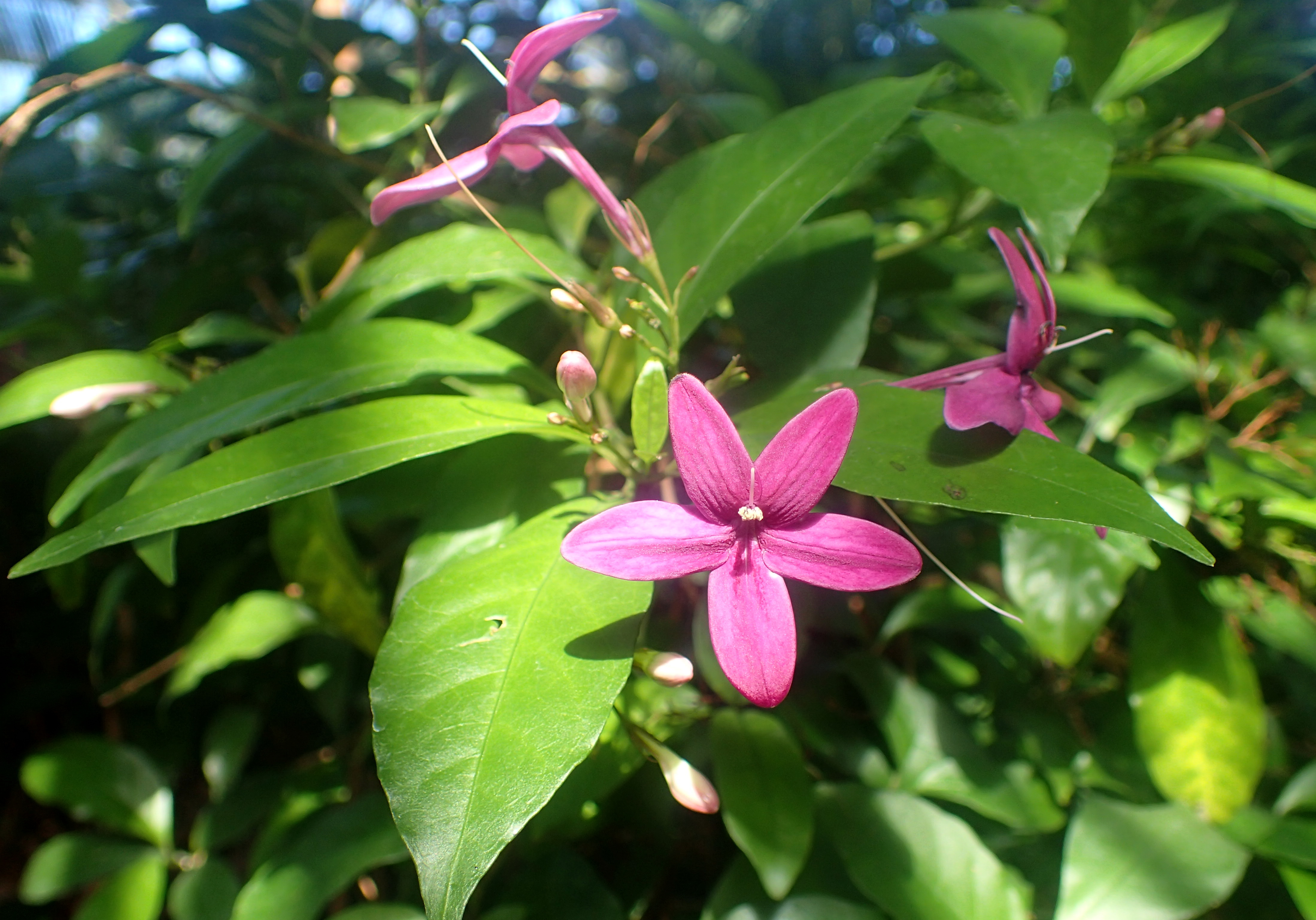
Pseuderanthemum laxiflorum

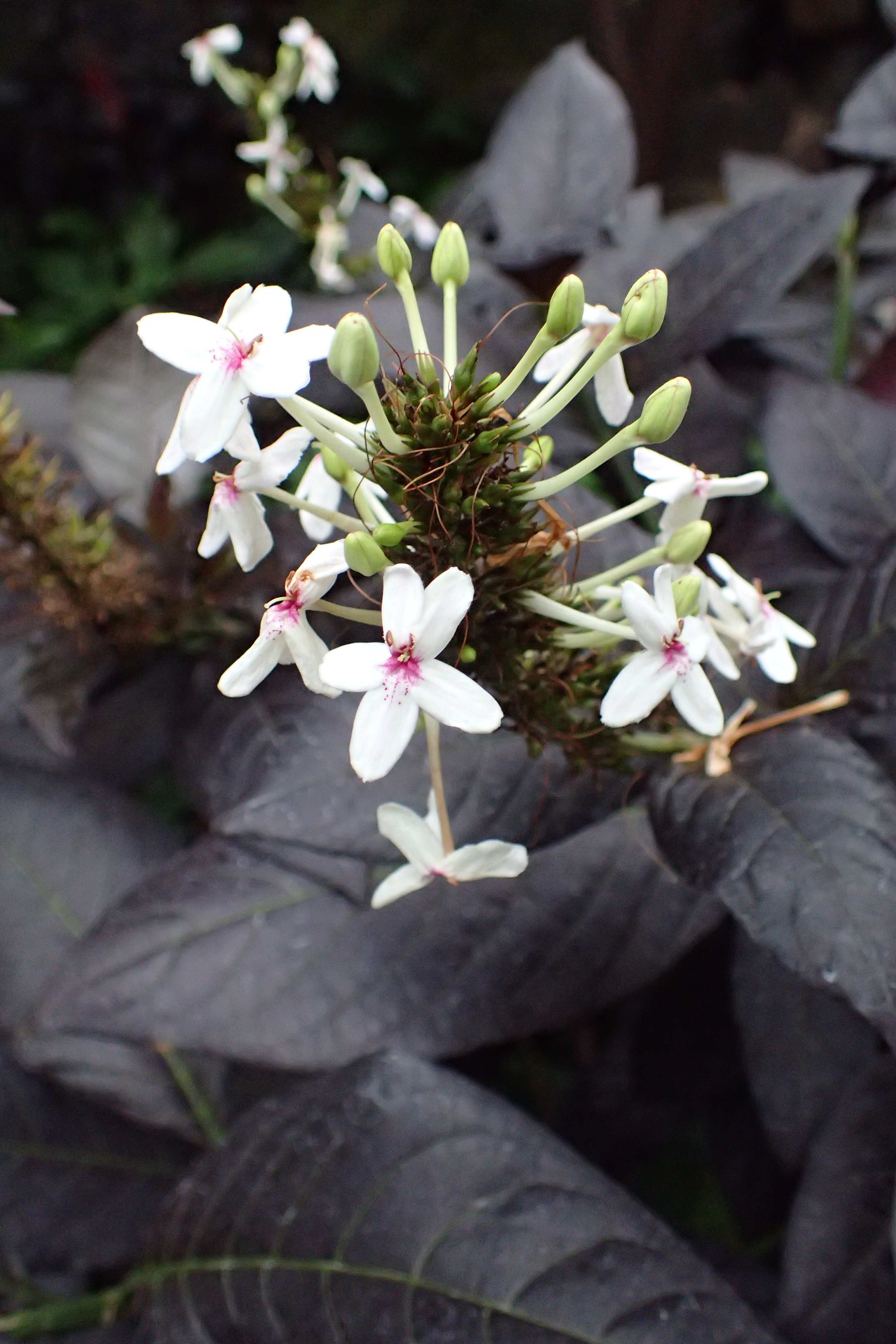
Pseuderanthemum tunicatum

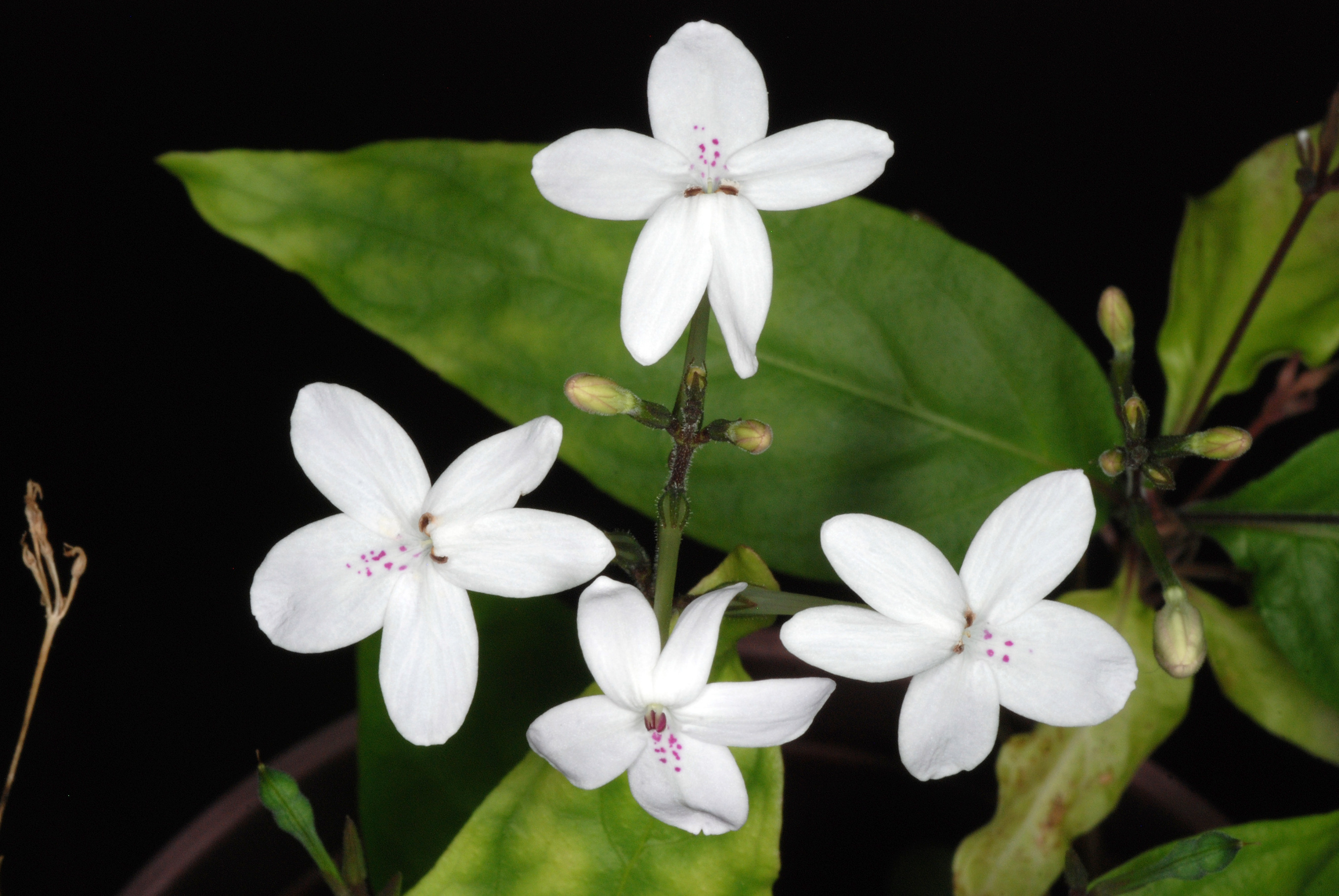
Pseuderanthemum variabile

Pozycja systematyczna według APweb (aktualizowany system APG IV z 2016)
Należy do podrodziny Acanthoideae Link, rodziny akantowatych (Acanthaceae)  Juss., która jest jednym z kladów w obrębie rzędu jasnotowców (Lamiales) Bromhead z grupy astrowych spośród roślin okrytonasiennych.
Wykaz gatunków
- Pseuderanthemum alatum (Nees) Radlk.
- Pseuderanthemum albiflorum (Hook.) Radlk.
- Pseuderanthemum album (Roxb.) Radlk.
- Pseuderanthemum angustifolium Ridl.
- Pseuderanthemum armitii S.Moore
- Pseuderanthemum arunachalense D.Borah, R.Kr.Singh & Taram
- Pseuderanthemum aubertii Benoist
- Pseuderanthemum bibracteatum Fosberg
- Pseuderanthemum bicolor (Schrank) Radlk.
- Pseuderanthemum bracteatum J.B.Imlay
- Pseuderanthemum bradtkei S.Moore
- Pseuderanthemum breviflos (C.B.Clarke) Ridl.
- Pseuderanthemum campylosiphon Mildbr.
- Pseuderanthemum candidum (Ridl.) Ridl.
- Pseuderanthemum caudifolium (C.B.Clarke) Ridl.
- Pseuderanthemum chaponense Leonard
- Pseuderanthemum chilianthium Leonard
- Pseuderanthemum chocoense Leonard
- Pseuderanthemum cinnabarinum (Wall.) Radlk.
- Pseuderanthemum cladodes Leonard
- Pseuderanthemum comptonii S.Moore
- Pseuderanthemum confertum S.Moore
- Pseuderanthemum confusum Merr.
- Pseuderanthemum congestum (S.Moore) Wassh.
- Pseuderanthemum coudercii Benoist
- Pseuderanthemum crenulatum (Wall. ex Lindl.) Radlk.
- Pseuderanthemum ctenospermum Leonard
- Pseuderanthemum curtatum (C.B.Clarke) Merr.
- Pseuderanthemum cuspidatum (Nees) Radlk.
- Pseuderanthemum dawei Turrill
- Pseuderanthemum detruncatum (Nees & Mart.) Radlk.
- Pseuderanthemum diachylum Leonard
- Pseuderanthemum diantherum (Roxb.) I.M.Turner
- Pseuderanthemum dispermum Milne-Redh.
- Pseuderanthemum diversifolium (Miq.) Radlk.
- Pseuderanthemum eberhardtii Benoist
- Pseuderanthemum ellipticum Turrill
- Pseuderanthemum exaequatum (Nees) Radlk.
- Pseuderanthemum fasciculatum (Kuntze) Leonard
- Pseuderanthemum floribundum T.F.Daniel
- Pseuderanthemum fruticosum (Elmer) Merr.
- Pseuderanthemum galbanum Leonard
- Pseuderanthemum glomeratum J.B.Imlay
- Pseuderanthemum graciliflorum (Nees) Ridl.
- Pseuderanthemum grandiflorum (Benth.) Domin
- Pseuderanthemum guerrerense Cruz Durán & S.Valencia
- Pseuderanthemum haikangense C.Y.Wu & H.S.Lo
- Pseuderanthemum heterophyllum (Nees) Radlk.
- Pseuderanthemum hildebrandtii Lindau
- Pseuderanthemum hirtipistillum  (C.B.Clarke) Ridl.
- Pseuderanthemum hispidulum (Nees) Radlk.
- Pseuderanthemum hookerianum (Nees) V.M.Baum
- Pseuderanthemum hooveri Wassh.
- Pseuderanthemum huegelii (Burkill) K.Schum.
- Pseuderanthemum hylophilum Leonard
- Pseuderanthemum idroboi Leonard
- Pseuderanthemum incisum Benoist
- Pseuderanthemum inclusum Hosok.
- Pseuderanthemum interruptum (Kunth) V.M.Baum
- Pseuderanthemum katangense Champl.
- Pseuderanthemum kingii (C.B.Clarke) Ridl.
- Pseuderanthemum lanceolatum (Ruiz & Pav.) Wassh.
- Pseuderanthemum lanceophyllum Choopan
- Pseuderanthemum lanceum (Nees) Radlk.
- Pseuderanthemum lapathifolium (Vahl) B.Hansen
- Pseuderanthemum latifolium (Vahl) B.Hansen
- Pseuderanthemum laxiflorum (A.Gray) F.T.Hubb.
- Pseuderanthemum leiophyllum Leonard
- Pseuderanthemum leptanthum (C.B.Clarke) Lindau
- Pseuderanthemum leptorhachis Lindau
- Pseuderanthemum leptostachys Leonard
- Pseuderanthemum leptostachyum (Nees) Radlk.
- Pseuderanthemum liesneri T.F.Daniel
- Pseuderanthemum longifolium (G.Forst.) Guillaumin
- Pseuderanthemum longistylum J.B.Imlay
- Pseuderanthemum ludovicianum (Büttner) Lindau
- Pseuderanthemum macgregorii Lindau
- Pseuderanthemum macrophyllum (Kuntze) Radlk.
- Pseuderanthemum maculatum (G.Lodd.) I.M.Turner
- Pseuderanthemum maguirei Leonard
- Pseuderanthemum melanesicum Gâteblé, Ramon & Butaud
- Pseuderanthemum metallicum Hallier
- Pseuderanthemum micranthum Leonard
- Pseuderanthemum minutiflorum (Elmer) Merr.
- Pseuderanthemum modestum (Nees ex Mart.) Radlk.
- Pseuderanthemum muelleri-ferna ndii Lindau
- Pseuderanthemum orientalis Wassh.
- Pseuderanthemum pacificum (Engl.) Lindau
- Pseuderanthemum palauense Fosberg & Sachet
- Pseuderanthemum paniculatum (Blume) Radlk.
- Pseuderanthemum parishii (T.Anderson) Lindau
- Pseuderanthemum pelagicum (Seem.) P.S.Green
- Pseuderanthemum pihuamoense T.F.Daniel
- Pseuderanthemum pittieri Leonard
- Pseuderanthemum poilanei Benoist
- Pseuderanthemum polyanthum (C.B.Clarke ex Oliv.) Merr.
- Pseuderanthemum potamophilum Leonard
- Pseuderanthemum praecox (Benth.) Leonard
- Pseuderanthemum pubescens Choopan & Grote
- Pseuderanthemum pumilum Lindau
- Pseuderanthemum racemosum (Roxb.) Radlk.
- Pseuderanthemum repandum (G.Forst.) Guillaumin
- Pseuderanthemum riedelianum (Nees) Radlk.
- Pseuderanthemum selangorense (C.B.Clarke) Ridl.
- Pseuderanthemum shweliense (W.W.Sm.) C.Y.Wu & C.C.Hu
- Pseuderanthemum siamense J.B.Imlay
- Pseuderanthemum sneidernii Leonard
- Pseuderanthemum sorongense Bremek.
- Pseuderanthemum standleyi Leonard
- Pseuderanthemum stenosiphon Leonard
- Pseuderanthemum stenostachyum (Leonard) V.M.Baum
- Pseuderanthemum subauriculatum  Mildbr.
- Pseuderanthemum subviscosum (C.B.Clarke) Stapf
- Pseuderanthemum sumatrense (Ridl.) Merr.
- Pseuderanthemum sylvestre Ridl.
- Pseuderanthemum teijsmannii (T.Anderson ex C.B.Clarke) Stapf
- Pseuderanthemum tenellum (Benth.) Radlk.
- Pseuderanthemum thailandicum Choopan & Grote
- Pseuderanthemum thelothrix Leonard
- Pseuderanthemum tomentellum Bremek.
- Pseuderanthemum tonkinense Benoist
- Pseuderanthemum tunicatum (Afzel.) Milne-Redh.
- Pseuderanthemum usambarensis Vollesen
- Pseuderanthemum variabile (R.Br.) Radlk.
- Pseuderanthemum velutinum Lindau
- Pseuderanthemum verapazense Donn.Sm.
- Pseuderanthemum verbenaceum (Nees & Mart.) Radlk.
- Pseuderanthemum viriduliflorum  Bremek.
- Pseuderanthemum weberbaueri Mildbr.

## Zastosowanie
Niektóre gatunki są uprawiane jako rośliny ozdobne. Ich walorami ozdobnymi są charakterystycznie ubarwione liście i ładne kwiaty. Wszystkie gatunki są bardzo wrażliwe na niskie temperatury, z tego też względu w Polsce są uprawiane tylko jako rośliny pokojowe lub szklarniowe. W uprawie pokojowej kwitną bardzo rzadko. Wymagają próchnicznej, przepuszczalnej gleby i półcienistego stanowiska. Ilość światła ma decydujące znaczenie dla wybarwienia liści. Przy zbyt słabym świetle zanikają barwne plamy na liściach, przy zbyt silnym liście wybarwiają się silnie, ale roślina przestaje rosnąć. Ziemia w doniczce nie może przeschnąć, gdyż powoduje to obumarcie rośliny. Zimą konieczne jest spryskiwanie. Zalecane jest przycinanie pędu głównego, aby rośliny rozkrzewiały się. Rozmnażanie z nasion lub przez podział. W Polsce najczęściej uprawiany jest gatunek Pseuderanthemum maculatum.